# Serratula pinnatifida
Serratula pinnatifida é uma espécie de planta com flor pertencente à família Asteraceae. Trata-se de uma espécie hemicriptófita. É um sinónimo de Klasea pinnatifida (Cav.) Talavera, género no qual está actualmente classificada.
Não se encontra protegida por legislação portuguesa ou da Comunidade Europeia.

## Distribuição
Ocorre na Península Ibérica, com excepção das partes Norte e Oeste, e no Noroeste de África. Esta espécie ocorre em Portugal continental, onde é nativa. Não ocorre nos arquipélagos dos Açores e da Madeira.

## Descrição
Planta herbácea de atractivas flores rosado-purpúreas e caule solitário que raramente passa os 25 cm de altura. A forma das suas folhas varia muito, normalmente as basais são denticuladas e largamente elípticas. É característica a lanugem branca que cobre as nervuras das folhas nas suas duas faces, estendendo-se parcialmente pelo caule nas brácteas da inflorescência. Os capítulos, de 2–3 cm, têm forma cilíndrica, solitários, e as suas brácteas involucrais externas rematam numa fina ponta apical amarela, raramente ausente. Floresce desde o final da Primavera e no Verão.

## Sinonímia
Segundo o The Plant List e o Global Compositae Checklist, esta espécie é sinónima de Klasea pinnatifida (Cav.) Talavera: